# Sokol (Lužické hory)
Sokol je znělcový vrchol ležící v Lužických horách nad vesnicí Petrovice, na katastru západněji ležící vesnice Heřmanice v Podještědí, nyní náležící do okresu Liberec.
V západní části Lužických hor se nachází ještě jeden kopec se stejným jménem - Sokol (668 m n. m.), tyčící se 1 km severně od Kytlice v okrese Děčín. Oba Sokoly dělí 15 km.

## Popis
Na vrcholu jsou zbytky středověkého hradu Falkenberk, postaveného kolem roku 1400. Na úbočích kopce jsou rozeznatelné díry, kde je zřetelné, že zde kdysi probíhala těžba železné rudy. Vrchol je bez výhledu, kterému brání okolní vysoké stromy. Jediné místo na cestě, odkud lze vidět, je travers pod vrcholem s pěknou vyhlídkou na blízký kopec Hvozd. U rozcestí Sokol (odb. ke zříc.) na severní straně hory je tzv. „Kočičí studánka“ a blízké posezení. V roce 2008 na svazích kopce vybudoval státní podnik Lesy České republiky Lesnickou naučnou stezku Sokol. K rozcestí vede červeně značená turistická trasa E3.
Vedle vrcholu velkého Sokola je sedlem oddělen kopec Malého Sokola (523 m n. m.)
V geomorfologickém členění jsou oba kopce vedeny v Lužickém hřbetu (IVA-2A), jeho okrsku Hvozdský hřbet (IVA-2A-b).
Po administrativním převodu obou obcí u vrchu z okresu Česká Lípa je od roku 2007 Sokol na území okresu Liberec.